# Sandra Sabatés
Sandra Sabatés Campos (Granollers, 29 de julio de 1979) es una periodista, escritora y presentadora de televisión española.

## Trayectoria
Licenciada en comunicación audiovisual por la Universidad Pompeu Fabra de Barcelona, ha estado ligada a la televisión desde sus inicios profesionales, primero como presentadora de informativos locales en Hospitalet de Llobregat y posteriormente en trabajos de producción para Localia o Canal Sur.
En julio de 2005, comenzó a presentar el informativo territorial de RTVE Cataluña L’Informatiu vespre, hasta enero de 2007 en que se incorpora a La Sexta, dando el salto a  televisión de ámbito nacional.
Fue presentadora de La SextaDeportes de enero de 2007 a diciembre de 2011. Desde el 9 de enero de 2012, presenta con Wyoming el programa informativo humorístico El intermedio, que se emite en La Sexta de lunes a jueves de 21:30h a 22:30h, en sustitución de Beatriz Montañez.
En la Nochevieja de 2012 y 2013, fue la encargada de presentar las campanadas en La Sexta, primero junto con el cocinero Alberto Chicote y en 2013, con el presentador Frank Blanco.
Por su labor de presentadora del programa de TV  El Intermedio le fue concedido el Premio Ondas Nacional de Televisión 2018.
En 2018, Sabatés publicó el libro Pelea como una chica, Editorial Planeta, con ilustraciones de Ana Juan, donde presenta las vidas de 31 mujeres “ilustres y valientes que desafiaron prejuicios, superaron barreras y abrieron caminos”.

## Vida personal
Mantuvo una relación con el actor David Janer, con el que estuvo entre 2014 y 2018.
En agosto de 2019 se casó con su novio desde hacía un tiempo, Daniel, en una ceremonia íntima en Vilanova del Vallés. Tiene un hijo, Koldo, nacido en 2010 de una relación anterior.

## Reconocimientos
- 2023: Premio Antena de Plata que otorga la Asociación de Profesionales de Radio y Televisión de Madrid.[10]

- 2019: Mención de honor del Premio Clara Campoamor, otorgado por el Ayuntamiento de Madrid, por la sección 'Mujer tenía que ser', del programa El Intermedio, emitido por La Sexta.[11]

- 2018: Premio Ondas.
- 2025: Premio por parte del colectivo de mujeres artistas Blanco, Negro, Magenta por mejor institución, a su Sección Mujer tenía que ser y, junto con su compañera Cristina Gallego, Goles son señores.[12]

## Obra
- 2018 – Pelea como una chica. Ilustraciones Ana Juan. Editorial Planeta
- 2022 – No me cuentes cuentos. Editorial Planeta